# سفارة بولندا في أوكرانيا
سفارة بولندا في أوكرانيا هي أرفع تمثيل دبلوماسي لدولة بولندا لدى أوكرانيا. تقع السفارة في كييف وهي تهدف لتعزيز المصالح البولندية في أوكرانيا.

## وصلات خارجية
- الموقع الرسمي
- قائمة سفارات بولندا
- قائمة السفارات في أوكرانيا